# Твёрдое нёбо

Рот

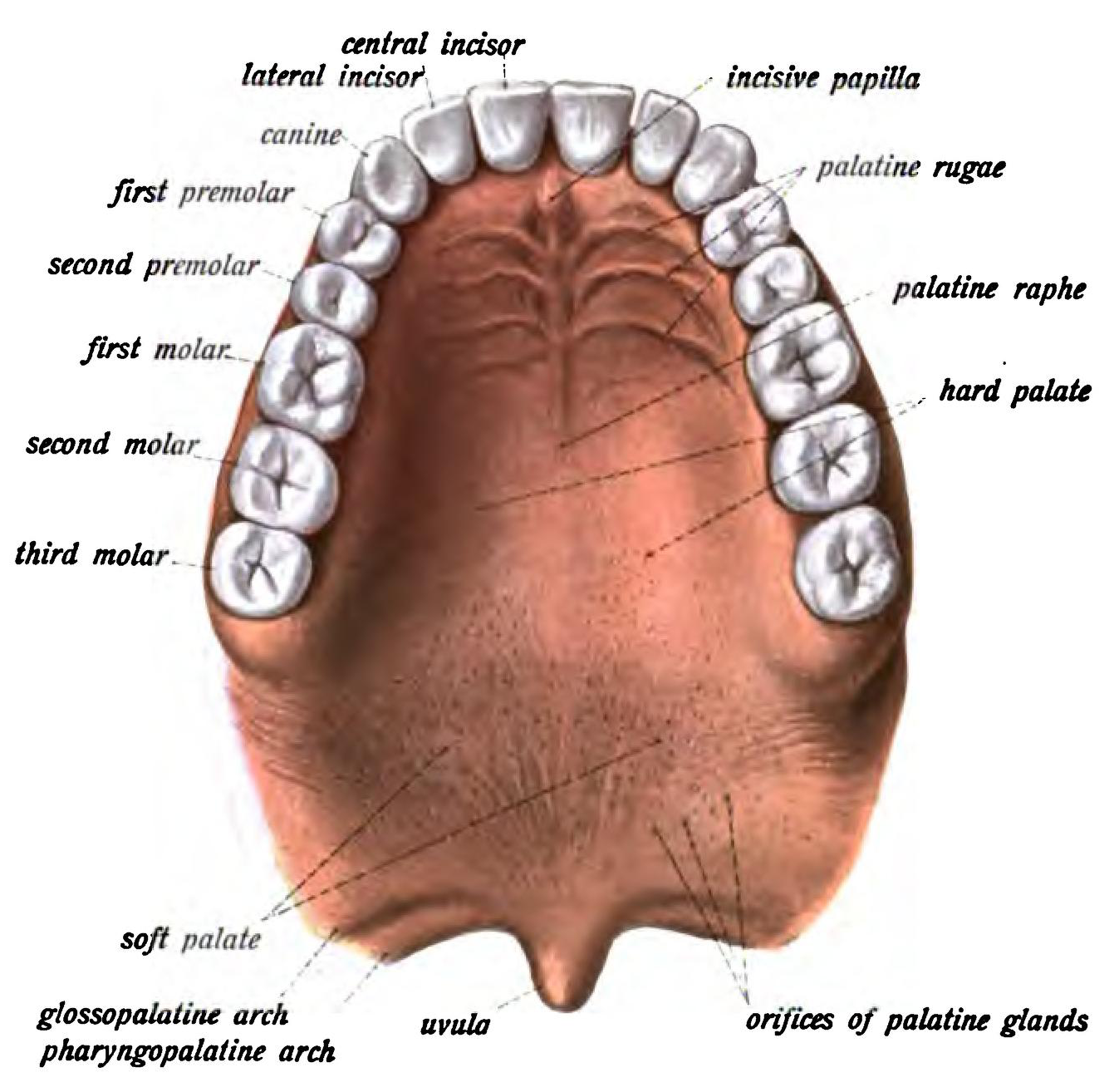
Нёбо

Твёрдое нёбо (лат. palatum durum, англ. hard palate) — часть нёба, отделяет собственно ротовую полость от носовой полости; занимает передние две трети всего нёба. В основе имеет костные элементы (нёбные отростки верхних челюстей и горизонтальные пластинки нёбных костей), покрытые толстой слизистой оболочкой, плотно сросшейся с надкостницей. Оболочка покрыта многослойным плоским неороговевающим эпителием; у него врастают высокие соединительнотканные сосочки собственной пластинки. Собственная пластинка слизистой оболочки содержит много коллагеновых волокон, которые вплетаются в надкостницу.
Имеет четыре участка: жировой, железистый, краевой и участок нёбного шва.
1. Жировой участок — передняя часть твёрдого нёба. Здесь под слизистой оболочкой размещена жировая клетчатка, подобная подслизистой основы других участков полости рта[2].
2. Железистый участок — задняя часть твёрдого нёба. Здесь между слизистой оболочкой и надкостницей расположены многочисленные группы малых слюнных желёз, которые вырабатывают слизь.
3. Краевой участок — имеет вид дуги, расположенной на границе с дёснами верхних челюстей и прочно сращен с надкостницей .
4. Нёбный шов (лат. raphe palati) — утолщение эпителия вдоль срединной линии твёрдого нёба; от его передней части отходят в обе стороны несколько (2—6) поперечных нёбных складок (plicae palatinae transversae) которые лучше выражены у детей. Впереди нёбного шва расположен резцовый сосочек (papilla incisiva). Слизистая оболочка вдоль нёбного шва называется участком нёбного шва, она прочно сращена с надкостницей.